# Morti nel 664
| Questa pagina contiene informazioni ricavate automaticamente dalle voci biografiche con l'ausilio del template Bio e di un bot. L'aggiornamento è periodico e automatico e ricostruisce completamente la pagina. Se manca una persona in questa lista, sei pregato di non aggiungerla, ma accertati piuttosto che la sua voce biografica contenga il template Bio e che i dati anagrafici siano correttamente compilati. Se il template Bio manca, inseriscilo tu stesso o, in alternativa, metti l'avviso {{tmp\|Bio}} che ne segnala la mancanza. Se i dati riportati sono sbagliati, correggi direttamente la voce biografica; le modifiche saranno visibili in questa lista entro pochi giorni. Per chiarimenti vedi il progetto biografie. La lista contiene solo le 8 persone che sono citate nell'enciclopedia e per le quali è stato implementato correttamente il template Bio. Pagina aggiornata al 2 apr 2025. |

- 17 marzo - Gertrude di Nivelles, badessa franca
- 7 luglio - Etelburga di Faremoutiers, principessa, monaca cristiana e santa anglosassone
- 14 luglio - Adeodato di Canterbury, vescovo britannico
- 26 ottobre - Cedda, monaco cristiano e vescovo anglosassone
- Æthelwold dell'Anglia orientale, sovrano anglosassone
- Eorcenberht del Kent, sovrano anglosassone
- Sa'd ibn Abi Waqqas, mercante e condottiero arabo
- Xuánzàng, monaco buddista, esploratore e traduttore cinese (n. 602)